# Krystyna Tittenbrun
Krystyna Tittenbrun z domu Wolf (ur. 1930, zm. 8 stycznia 2018) – polska specjalistka i autorka publikacji z dziedziny informacji naukowej.

## Życiorys
Była absolwentką Uniwersytetu im. Adama Mickiewicza w Poznaniu. Posiadała stopień naukowy doktora. Zawodowo przez wiele lat związana była z Polskim Komitetem Normalizacji i Miar oraz Instytutem Informacji Naukowej, Technicznej i Ekonomicznej. Specjalizowała się dziedziny informacji naukowej i w tej też dziedzinie była autorką licznych publikacji.

## Wybrane publikacje
- Duży słownik ortograficzny języka polskiego z zasadami pisowni ("Kastor": "Codex", Warszawa, 1997; ISBN 83-900632-5-5)
- Leksykografia terminologiczna w dziedzinie informacji naukowej. Cz. 1, Słowniki wyjaśniające (Centrum INTE, Warszawa, 1988)
- Normalizacja terminologii : stan prac w dziedzinie informacji naukowej (Centrum Informacji Naukowej, Technicznej i Ekonomicznej. Wydawnictwa Informacyjne, Warszawa, 1983)
- Pisownia łączna i rozdzielna : słownik z zasadami pisowni ("Kastor", Warszawa, 1999; ISBN 83-900632-7-1)
- Podręczny słownik ortograficzny ze skróconymi zasadami pisowni ("Kastor": "Codex", Warszawa, 1992; ISBN 83-900632-0-4 wspólnie z Mieczysławem Tittenbrunem)
- Podstawowe źródła leksykograficzne z zakresu informacji naukowej (Centrum Informacji Naukowej, Technicznej i Ekonomicznej, Warszawa, 1979)
- Polskie piśmiennictwo terminologiczne z zakresu informacji naukowej i dziedzin pokrewnych: bibliografia adnotowana 1945-1978 (Centrum INTE, Wydawnictwa Informacyjne, Warszawa, 1981)
- Słownik terminologiczny informacji naukowej (Zakład Narodowy im. Ossolińskich, Wrocław, 1979)
- Uniwersalny słownik ortograficzny ze skróconymi zasadami pisowni ("Kastor", Warszawa, 1999; ISBN 83-900632-8-X)